# Port lotniczy Sarnia
Port lotniczy Sarnia (IATA: YZR, ICAO: CYZR) – port lotniczy położony 7,4 km na północny wschód od Sarnia, w prowincji Ontario, w Kanadzie.

## Linie lotnicze i połączenia
- Air Canada Express obsługiwane przez Air Georgian (Toronto-Pearson)